# Achagua
Els achagua és un poble indígena colombià, que fins al segle xviii va habitar a la conca dels rius Casanare, Meta i Apuri i del qual actualment sobreviuen les comunitats dels resguardos de Humapo i El Trupial, al municipi colombià de Puerto López i algunes famílies en La Bella (Casanare). tA l'època de la colonització espanyola d'Amèrica, el seu territori cobria els actuals estats veneçolans de Bolívar, Guárico i Barinas. A finals del segle XX quedaven alguns centenars d'achaguas.

## Història
Els achagua van ser el poble més nombrós dels Llanos de l'Orinoco i se sap que la seva població a l'arribada dels europeus superava les 30 mil persones. Els seus poblats articulaven una àmplia xarxa comercial, que posseïa una moneda pròpia, els enfilalls de petxines quiripa. Molts van viure després en les missions jesuïtes fins a l'expulsió d'aquests en 1767. Posteriorment van ser delmats per successives ones de colonització que els van arrabassar el territori, per diverses epidèmies i per la violència entre 1946 i 1958. La població actual és d'unes 800 persones.

## Economia
La seva activitat principal és la agricultura. Conreen especialment la iuca amarga (áliri), de la qual extreuen el midó per a fabricar "casabe" (beri, truita) i "fariña" (farina torrada). També produeixen blat de moro (kana). Durant l'estiu, la pesca i en menor escala la caça tenen importància. La artesania és una altra activitat destacada. Algunes famílies tenen algun bestiar boví i altres persones necessiten treballar com a assalariades.

## Cultura
Encara que han abandonat les seves creences tradicionals, s'han fet cristians i han perdut molts elements culturals, el grup manté fèrriament la seva identitat ètnica i fins i tot parla el seu propi idioma, de la família arawak. ~Juan Esteban Guayara Tobon.
La seva organització original en clans patrilineals exogàmics s'expressa actualment en l'aliança amb un altre poble arawak amb estructures similars, els Piapoco, amb els qui conviuen i concreten els intercanvis matrimonials. Uns parlen l'idioma dels altres quan els visiten i utilitzen el castellà únicament en la comunicació amb els estranys.